# 10160 Totoro
A 10160 Totoro (ideiglenes jelöléssel 1994 YQ1) a Naprendszer kisbolygóövében található aszteroida. Kobajasi Takao fedezte fel 1994. december 31-én. Nevét Mijazaki Hajao Totoro – A varázserdő titka című filmjének címszereplőjéről kapta.